# Strychnos oleifolia
Strychnos oleifolia är en tvåhjärtbladig växtart som beskrevs av Arthur William Hill. Strychnos oleifolia ingår i släktet Strychnos och familjen Loganiaceae. Inga underarter finns listade i Catalogue of Life.